# Tilsiti béke

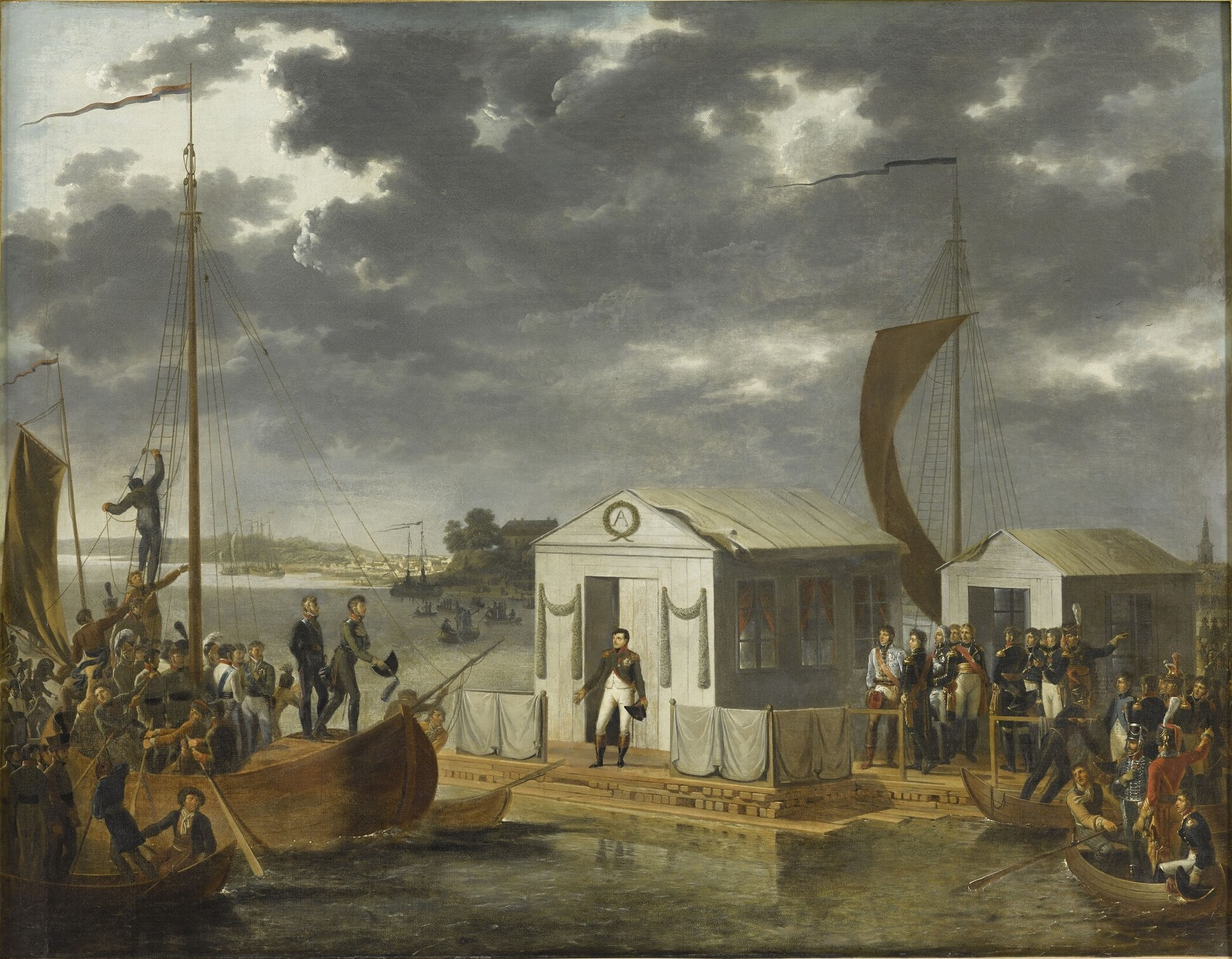
A két császár találkozásának színhelye

A tilsiti béke (1807. július 7.–9.) a napóleoni háborúk idején Oroszország és Franciaország, valamint Poroszország és Franciaország közötti béke, amely lezárta a negyedik koalíciós háborúkat. A kelet-poroszországi Tilsitben (ma Szovjetszk, Oroszország) folyó béketárgyalások eredményeként írták alá.
A július 7-én aláírt francia-orosz szerződésben az Orosz Birodalom elismerte a Vesztfáliai Királyságot és a Varsói Hercegséget, Danzig város szabad státuszát, valamit Franciaország minden hódítását 1772-től. Oroszország ugyanakkor megkapta Białystok vidékét. A titkos cikkelyeiben az oroszok csatlakoztak az Anglia elleni kontinentális zárlathoz.
A július 9-én aláírt porosz–francia szerződés értelmében Poroszország elvesztette az Elba és a Rajna közötti területeit, és a Lengyelországtól elfoglalt területeket. 100 millió frank hadisarc fizetésére kötelezték és kimondták, hogy hadereje nem lehet csak legfeljebb 42 000 fő.